# Verteillac
Verteillac (okcitansko Vertelhac) je naselje in občina v francoskem departmaju Dordogne regije Akvitanije. Leta 2007 je naselje imelo 645 prebivalcev.

## Geografija
Kraj leži v pokrajini Périgord ob reki Sauvanie, 40 km severozahodno od Périgueuxa.

## Uprava
Verteillac je sedež istoimenskega kantona, v katerega so poleg njegove, vključene še občine Bertric-Burée, Bourg-des-Maisons, Bouteilles-Saint-Sébastien, Cercles, Champagne-et-Fontaine, La Chapelle-Grésignac, La Chapelle-Montabourlet, Cherval, Coutures, Gout-Rossignol, Lusignac, Nanteuil-Auriac-de-Bourzac, Saint-Martial-Viveyrol, Saint-Paul-Lizonne, La Tour-Blanche in Vendoire s 4.585 prebivalci.
Kanton Verteillac je sestavni del okrožja Périgueux.

## Zanimivosti
- Château du Breuil iz 16. in17. stoletja,
- Château de la Grénerie iz 19. stoletja,
- Château de la Meyfrenie iz 18. in 19. stoletja,
- notredamska cerkev.

## Pobratena mesta
- Fontanetto Po (Piemont, Italija);